# Stenopterygii
Super-ordre
Les Stenopterygii ou Sternopterygii sont un super-ordre de poissons téléostéens (Teleostei).

## Systématique
Le super-ordre des Stenopterygii a été créé en 1973 par l'ichtyologiste américain Donn Eric Rosen (1929–1986).

## Liste des ordres
Selon ITIS :
- ordre Ateleopodiformes
- ordre Stomiiformes Regan, 1909